# Xanthorhoe campbellensis
Xanthorhoe campbellensis är en fjärilsart som beskrevs av John S. Dugdale 1964. Xanthorhoe campbellensis ingår i släktet Xanthorhoe och familjen mätare. Inga underarter finns listade i Catalogue of Life.